# 125 Dywizja Piechoty (III Rzesza)
125 Dywizja Piechoty (niem. 125. Infanterie-Division) – niemiecka dywizja z czasów II wojny światowej, sformowana na mocy rozkazu z 16 października 1940, w 11. fali mobilizacyjnej na poligonie w Münsingen w V Okręgu Wojskowym.

## Struktura organizacyjna
- Struktura organizacyjna w październiku 1940

419., 420. i 421. pułk piechoty, 125. pułk artylerii, 125. batalion pionierów, 125. oddział rozpoznawczy, 125. oddział przeciwpancerny, 125. oddział łączności, 125. polowy batalion zapasowy;
- Struktura organizacyjna w 1943:

419., 420. i 421. pułk grenadierów, 125. pułk artylerii, 125. batalion pionierów, 125. batalion fizylierów, 125. oddział przeciwpancerny, 125. oddział łączności, batalion rezerwowy.

## Dowódcy dywizji
- Generalmajor Schneckenburger 5.X.1940 – 24.XII.1942;
- Generalleutnant Helmuth Friebe 24.XII.1942 – IV.1944;